# Stazione dell'Aquila (SIA)
La stazione dell'Aquila (SIA) era una stazione ferroviaria posta lungo l'ex ferrovia L'Aquila-Capitignano, a servizio del comune dell'Aquila e gestita dalla Società Industriale Aterno (SIA), che controllava l'intera linea. Attualmente l'edificio è sede di uffici giudiziari.

## Storia
La stazione venne progettato nel 1920 dall'ingegnere De Agostini e fu aperta nel 1922, al completamento dell'intera linea L'Aquila-Capitignano. Fu chiusa nel 1935 insieme all'intera ferrovia.
Era anche in progetto di collegare Teramo con la linea Giulianova-Teramo e con Roma sulla Roma-Pescara la cui stazione di partenza doveva essere a Carsoli, ma il progetto non fu mai realizzato.

## Descrizione
L'edificio, tuttora esistente, è costituito da un fabbricato in finto laterizio con tetto in tegola canadese a maglia ottagonale ed è caratterizzato da un basamento in pietra locale e da un porticato con colonnine in cemento e pensilina in legno all'ingresso. In tempi più recenti la stazione è stata soggetta a lavori di recupero ed è stata affiancata da un edificio moderno, ospitando attualmente uffici giudiziari con sede all'Aquila.